# Alfonso Loera
Alfonso Loera Pico (nacido el 4 de diciembre de 1978 en Ensenada), es un futbolista Mexicano que juega como defensa.

## Trayectoria
Surgido de las fuerzas básicas del Club Deportivo Guadalajara iniciando un proceso en la Primera División 'A' el Chivas Tijuana en el Invierno 1998, está en el primer equipo desde el año 2000 y que sin embargo no ha podido tener actividad constante.

Tuvo actividad también en el Nacional Tijuana mientras que con el Guadalajara en tres años solo jugó 41 partidos tras escasa actividad incluyendo dos torneos en blanco fue mandado a varios filiales Chivas La Piedad y el Club Deportivo Tapatío, después durante todo el 2005 estuvo en el equipo de Estados Unidos el Chivas USA para posteriormente jugar con el Rochester Rhinos de la USL First Division.

## Clubes
| Club                       | País           | Año        | Partidos | Goles |
| -------------------------- | -------------- | ---------- | -------- | ----- |
| Chivas Tijuana             | México         | 1998-1999  | 18       | 0     |
| Nacional Tijuana           | México         | 1999, 2002 | 26       | 3     |
| Club Deportivo Guadalajara | México         | 2000-2003  | 41       | 0     |
| Club Deportivo Tapatío     | México         | 2004       | 15       | 0     |
| Chivas la Piedad           | México         | 2004       | 5        | 0     |
| Chivas USA                 | Estados Unidos | 2005       | 12       | 0     |
| Lagartos de Tabasco        | México         | 2006       | 5        | 0     |
| Rochester Rhinos           | Estados Unidos | 2007-      | 19       | 1     |

- Incluyen Datos de la Copa México y torneos internacionales.

## Estadísticas

### Resumen estadístico
| Competencia                | Partidos | Goles |
| -------------------------- | -------- | ----- |
| Primera División de México | 41       | 0     |
| Liga de Ascenso de México  | 69       | 3     |
| USL First Division         | 19       | 1     |
| Major League Soccer        | 12       | 0     |
| Total                      | 141      | 4     |